# Sites mégalithiques des Pyrénées-Orientales
Les sites mégalithiques des Pyrénées-Orientales sont un ensemble de dolmens et menhirs situés dans le département français des Pyrénées-Orientales.

## Répartition géographique
Le département des Pyrénées-Orientales est constitué de la partie la plus orientale de la chaîne des Pyrénées et d'une large plaine, la plaine du Roussillon. La partie montagneuse du département regroupe les massifs des Albères (au sud-est), des Corbières (au nord) et des régions historiques du Vallespir, du Conflent, de la Cerdagne et du Capcir, qui représentent environ la moitié de la surface du département. La répartition des mégalithes n'est pas homogène sur l'ensemble du territoire car « la plaine du Roussillon n'a pas conservé de vestiges de ces tombes mégalithiques, soit parce qu'il n'y en a jamais eu, faute de matériaux appropriés sur place [...] soit si les dolmens ont existé, qu'ils ont été victimes depuis longtemps de l’exploitation intensive des terres fertiles de la plaine ». A contrario, les dolmens recensés dans le département, y compris ceux qui sont attestés par des sources anciennes mais qui n'ont pas été retrouvés, sont tous situés dans les zones accidentées ou montagneuses jusqu'à 1 500 m d'altitude en Cerdagne (très souvent sur des sites avec des vues panoramiques), généralement sur un col, une ligne de crête ou une hauteur, parfois un plateau d'altitude, jamais sur une pente ou un fond de vallée. 
Il est probable que le choix des lieux d'implantation des dolmens a été contraint par la présence sur place des matériaux nécessaires à l'érection de ces monuments (gneiss, granite, roches calcaires), car « on ne constate aucun transport de dalles sur une longue distance », mais cette situation pourrait aussi résulter d'une sélection de lieux symboliques où la construction sur les hauteurs traduirait une volonté d'emprise sur des territoires où le compartimentage des vallées devait s'accompagner d'un sentiment fort de propriété.

## Caractéristiques générales

### Chrono-typologie
À partir des types d'architecture observés et du matériel archéologique retrouvé, Françoise Claustre en 1998 et Josep Tarrus en 2002 ont établi une chrono-typologie des monuments comportant cinq phases, les deux premières relevant plus du protomégalithisme (cistes) que du dolménisme :
- phase 1 : cistes à sépulture individuelle parfois regroupées en tumulus complexe datée du Néolithique moyen (2e moitié du Ve millénaire av. J.-C.) (nécropole du Camp del Ginèbre)
- phase 2 : cistes totalement enterrées sans tumulus (fin du IIIe millénaire av. J.-C.)
- phase 3 : dolmens à couloir et allées couvertes datés du Néolithique final (début du IIe millénaire av. J.-C.)
- phase 4 : réutilisation des dolmens à couloir et construction de dolmens simples à l'Âge du cuivre (2e moitié du IIe millénaire av. J.-C.)
- phase 5 : réutilisation des dolmens existants et construction de petites cistes couvertes en tumulus (fin de l'Âge du cuivre, Âge du bronze ancien)

### Typologie
Contrairement à leurs voisins du département de l'Aude ou de l'Alt Empordà espagnol, les dolmens des Pyrénées-Orientales sont de petite taille. La dimension moyenne des dalles utilisées est inférieure à 2 m de longueur, seuls deux dolmens comportent des dalles de couverture de taille supérieure (Balma de Na Cristiana, Balma del Moro). L'état de délabrement des dolmens des Pyrénées-Orientales ne permet pas toujours d'en reconnaître précisément l'architecture. En dehors des coffres, la plupart des chambres mégalithiques s'apparentent à des dolmens simples, sans couloir, mais ceux-ci ont peut-être été détruit. 
Seuls trois dolmens peuvent être classés parmi les dolmens à couloir (Balma de Na Cristiana, Balma del Moro, dolmen du Molí del Vent). Deux dolmens se rapprochent du type allée couverte (Prat Clos, Poste de Tir),. Les dolmens à couloir catalans, appelés « galeries catalanes » outre-Pyrénées, se caractérisent par leur forme rectangulaire, leur couloir aussi large que la chambre et des orthostates dont la hauteur décroit du chevet jusqu'à l'entrée. Le mode de couverture du couloir demeure inconnu.

Plan type d'un dolmen à couloir avec chambre trapézoïdale.

Les dolmens simples sont formés de trois dalles ou davantage, délimitant une chambre carrée ou rectangulaire rarement trapézoïdale, plus longue que large. Aucun dolmen à chambre polygonale n'est connu alors qu'il en existe dans l'Aude et en Catalogne : les quelques formes polygonales observées (Coma Enestapera, Pan d'Arques) ne semblent pas être intentionnelles mais résulter d'une désorganisation accidentelle des dalles-supports ou d'une contrainte naturelle. Certains dolmens adoptent un plan en « H » avec une dalle de chevet encadrée par deux orthostates latéraux qui la débordent à leur extrémité. Les orthostates latéraux sont généralement légèrement inclinés vers l'intérieur de la chambre, contribuant ainsi à contrepousser le poids de la couverture qui est le plus souvent constitué d'une seule dalle. La Cova del Camp de la Marunya est le seul dolmen à avoir conservé son dispositif de fermeture constitué par une dalle de pierre mais l'existence de portes en bois, désormais disparues, n'est pas exclue. L'entrée comporte parfois une dalle de seuil, très basse, ou est rétrécie par une petite dalle étroite.  Dans la majorité des dolmens, l'entrée ouvre au sud-sud-est, parfois au sud-sud-ouest,,.
Les tumulus sont le plus souvent de forme circulaire (5 à 10 m de diamètre) ou ovale mais on peut observer, comme en Catalogne, quelques tumulus de plan carré (Cabana del Moro, Femno Morto). La chambre funéraire (dolmen ou ciste) est généralement placée au centre du tumulus, plus rarement au bord. Pour les construire, une butte naturelle a parfois été utilisée et complétée par un apport de pierres. L'ensemble dépasse rarement 1 m de hauteur. La structure interne du tumulus est circulaire ou rayonnante (Pla de l'Arca) et quelques tumulus comportent un pavage ou une élévation en gradins. Parfois, le tumulus a été remplacé par une simple enceinte péristalithe constituée de petites dalles plantées verticalement (dolmens de la Ramera) ou par de simples blocs posés au sol (Roc del Llamp, Font de l'Aram, Pla de Vall en So),.
Les menhirs sont rares. Certains ont été réutilisés comme bornes territoriales dès le Haut Moyen Âge ce qui peut entraîner un risque de confusion et un doute sur le caractère préhistorique des pierres mais les bornes d'époque historique n'ayant qu'une fonction pratique sont toujours de dimensions plus modestes.

### Matériel archéologique
Aucun dolmen n'a été découvert inviolé, les monuments ayant servi ultérieurement d'abri aux bergers et aux agriculteurs dès l'antiquité gallo-romaine. Peu de monuments ont été fouillé de manière systématique hormis le dolmen de la Siureda (Claustre, 1980) et celui de Molí del Vent (Porra-Kuteni, 1993).  Les fouilles n'ont en conséquence livré qu'un matériel archéologique résiduel,. Les restes osseux sont rares en raison de l'acidité des sols en dehors de la région calcaire des Corbières ou du pillage général,,, seuls deux monuments font exception (Oliveda d'en David, Serat d'en Jacques). Les éléments céramiques, découverts très fragmentés et érodés, sont souvent indéterminables et indatables hormis quelques fragments campaniformes ou de la fin de l'Âge du bronze (décors cannelés et incisés). Le mobilier lithique (pointes de flèches, brassards d'archers) peut être daté de l'Âge du cuivre ou de l'Âge du bronze.

### Art dolménique
C'est un art très schématique constitué principalement de cupules (d'un diamètre de 3 à 8 cm) et de figurations cruciformes schématiques. Il est présent sur les tables de couverture des dolmens et surtout sur les rochers environnants. Pour Abélanet, les cupules sont probablement liées à des rites funéraires et agraires mais la signification des cruciformes est très incertaine (représentations de figurations humaines ? symboles divins ?).

## Folklore et toponymie

Plan type d'une « arca » (Arca de Calahons).

Plusieurs toponymes concernant les dolmens font explicitement référence aux invasions maures du VIIIe siècle et à la reconquête victorieuse des armées de Charlemagne magnifiée et transmise par la Chanson de Roland : Caixa de Rotllan, Cova d'en Rotllan, Balma del Moro, Cabana del Moro, Caixa del Moro, Caouno del Moro, Cementiri dels Moros, Cova de l'Alarb. Ces appellations apparaissent dans les textes médiévaux.
L'historien Pierre Vidal a été le premier à remarquer que plusieurs dolmens sont mentionnés dans les archives sous l’appellation d'arca, mot emprunté au latin (parfois orthographié archa, pluriel arques) et désignant un coffre destiné à ranger des affaires domestiques (vêtements, bijoux, ustensiles...) et passé dans la langue catalane avec le même sens. À l'époque romaine, divers agronomes et Frontin mentionnent le mot arca comme le terme utilisé par les arpenteurs pour désigner une borne. Au XVIIe siècle, dans son dictionnaire Totius latinitatis Lexicon, Forcellini définit les arcae comme des bornes carrées construites en forme de caisse que certains considèrent comme étant des chambres sépulcrales utilisées pour servir de bornes en limites de propriété. Par extension, le terme a été utilisé pour désigner les constructions mégalithiques dont la forme peut rappeler celle d'un coffre. Par la suite, on tend à lui substituer le mot caixa (issu du latin capsa) et ayant le même sens. À partir du XVIe siècle, caixa devient un terme générique pour désigner un dolmen, un menhir ou un tas de cailloux utilisé comme repère de bornage territorial. Arca et caixa comportent les diminutifs respectifs d'arqueta, arquet et caixeta qui peuvent également être utilisés.  Les toponymes peralada ou peyralada, fréquents dans le midi de la France, et taula, (désignant explicitement une « table ») fréquemment usité pour désigner des mégalithes côté espagnol et jusqu'aux Baléares, sont peu fréquents mais ceci s'explique probablement par le fait qu'ils désignent habituellement une pierre imposante en position horizontale, utilisée comme couverture, par opposition avec une petra ficta, qui désigne une pierre plantée en position verticale (correspondant à un menhir ou à une borne) or la plupart des dolmens du Roussillon ne possèdent plus de couverture depuis des temps immémoriaux.

## Inventaire
Le premier recensement des dolmens en Roussillon est du en 1832 à Joseph Jaubert de Réart qui dans son article Monuments druidiques sur la montagne de Motlig mentionne deux dolmens à Molitg-les-Bains (Coll del Tribe, Pla de l'Arca) puis la même année deux autres dolmens à Llauro (Cabana del Moro, dolmen de Galuert) et l'année suivant un à Taulis. Ultérieurement, d'autres monuments sont signalés par Renard de Saint-Malo (1837), A. Ratheaud (1866), I. Rouffiandis (1872), L. Martinet, Donnezan (1908),. En 1921, Pierre Vidal recense 25 dolmens. Sur la base de l'inventaire réalisé par Pierre Ponsich en 1949,  Lluis Pericot mentionne en 1950 dans sa thèse Los sepulcros mégalíticos catalans y la cultura pirenaïca 39 dolmens dont 7 douteux ou incertain (4 correspondant à des pseudo-dolmens et des entablements naturels, 3 n'ont jamais été retrouvés).
Dans le dernier quart du XXe siècle, Abélanet reprend les inventaires de ces prédécesseurs et étudie la toponymie à partir du cadastre napoléonien ce qui lui permet de découvrir de nouveaux monuments. Aux termes de patientes explorations sur le terrain, il recense, dans son ouvrage de 2011, 147 dolmens et 5 menhirs, en incluant ceux qui sont attestés par des sources anciennes mais n'ont pas été retrouvés. En 2012, Carreras et Tarrús comptent 125 sites mégalithiques (114 dolmens, 10 menhirs et 1 nécropole) et écartent 19 sites non authentiques ou douteux. En 2017, ils signalent trois nouveaux mégalithes découverts entre 1999 et 2015.
| Monument                                     | Commune                                       | Précision / autre(s) nom(s)     | État / protection                                                                   | Coordonnées                                             | Illustration |
| -------------------------------------------- | --------------------------------------------- | ------------------------------- | ----------------------------------------------------------------------------------- | ------------------------------------------------------- | ------------ |
| Balma de Na Cristiana                        | L'Albère                                      | dolmen                          |                                                                                     | 42° 29′ 04″ N, 2° 53′ 14″ E                             |              |
| Dolmen de Les Collades                       | Amélie-les-Bains-Palalda Maçanet de Cabrenys  |                                 | ruiné                                                                               | 42° 24′ 45″ N, 2° 42′ 16″ E                             |              |
| Pedra Dreta del Coll de la Dona Morta        | Amélie-les-Bains-Palalda Maçanet de Cabrenys  | menhir                          |                                                                                     | 42° 24′ 33″ N, 2° 41′ 45″ E                             |              |
| Dolmen de la Rouyre                          | Ansignan                                      |                                 |                                                                                     | 42° 45′ 43″ N, 2° 30′ 26″ E                             |              |
| Llosa del Cortal dels Polls                  | Arboussols                                    | dolmen                          |                                                                                     | 42° 40′ 07″ N, 2° 27′ 59″ E                             |              |
| Dolmen des Collets de Cotlliure              | Argelès-sur-Mer                               |                                 | Classé MH (1958)                                                                    | 42° 31′ 15″ N, 3° 02′ 00″ E                             |              |
| Cova de l'Alarb                              | Argelès-sur-Mer                               | dolmen                          | Classé MH (1958)                                                                    | 42° 31′ 32″ N, 3° 02′ 05″ E                             |              |
| Dolmen de Sant Pere dels Forquets            | Argelès-sur-Mer                               |                                 |                                                                                     | 42° 31′ 01″ N, 3° 01′ 37″ E                             |              |
| Caixa de Rotllan                             | Arles-sur-Tech                                | dolmen                          | Classé MH (1889)                                                                    | 42° 28′ 52″ N, 2° 36′ 04″ E                             |              |
| Arca de la Portella                          | Ayguatébia-Talau                              | dolmen                          |                                                                                     |                                                         |              |
| Cova de l'Alarb                              | Banyuls-sur-Mer                               |                                 |                                                                                     | 42° 27′ 38″ N, 3° 03′ 17″ E                             |              |
| Dolmen de Gratallops                         | Banyuls-sur-Mer                               |                                 |                                                                                     | 42° 27′ 28″ N, 3° 08′ 11″ E                             |              |
| Arca de la Ginebrosa                         | Bélesta                                       | dolmen                          | disparu                                                                             |                                                         |              |
| Dolmen de Caladroer                          | Bélesta                                       | Correc de la Pedra Dreta        | détruit au début des années 1970                                                    |                                                         |              |
| Dolmen du Molí del Vent                      | Bélesta                                       |                                 |                                                                                     | 42° 43′ 37″ N, 2° 36′ 20″ E                             |              |
| Pedra Dreta de Caladroer                     | Bélesta                                       | menhir                          | brisé et renversé                                                                   | 42° 43′ 40″ N, 2° 39′ 26″ E                             |              |
| Dolmen de la forêt de Bolquère               | Bolquère                                      |                                 |                                                                                     |                                                         |              |
| Cementiri dels Moros                         | Boule-d'Amont                                 | dolmen                          |                                                                                     | 42° 35′ 24″ N, 2° 34′ 47″ E                             |              |
| Semi-dolmen du Pla de les Egues              | Boule-d'Amont                                 |                                 |                                                                                     | 42° 34′ 46″ N, 2° 34′ 29″ E                             |              |
| Dolmens du Camp Gran                         | Bouleternère Saint-Michel-de-Llotes           | 2 dolmens                       |                                                                                     | 42° 38′ 36″ N, 2° 36′ 38″ E                             |              |
| Dolmen du Coll de la Llosa                   | Bouleternère Casefabre Saint-Michel-de-Llotes |                                 |                                                                                     | 42° 37′ 52″ N, 2° 36′ 18″ E                             |              |
| Dolmen de la Creu del Senyal                 | Le Boulou                                     |                                 | ruiné                                                                               | 42° 30′ 24″ N, 2° 51′ 36″ E                             |              |
| Arca de la Font Roja                         | Caixas                                        |                                 | détruit                                                                             |                                                         |              |
| Dolmen de Cal Aussell de Dalt                | Caixas                                        |                                 | attesté dans les années 1950, peut-être détruit depuis                              |                                                         |              |
| Dolmens de la Ramera                         | Caixas                                        | 2 dolmens                       |                                                                                     | 42° 36′ 22″ N, 2° 40′ 05″ E                             |              |
| Dolmen du Serrat d'en Jacques                | Caixas Saint-Michel-de-Llotes                 |                                 |                                                                                     | 42° 38′ 06″ N, 2° 38′ 46″ E                             |              |
| Caixeta                                      | Camélas Corbère-les-Cabanes                   | dolmen                          | Inscrit MH (1959)                                                                   | déplacé 42° 38′ 59″ N, 2° 41′ 05″ E                     |              |
| Dolmen des Arques del Coll de Maure          | Camélas                                       |                                 |                                                                                     |                                                         |              |
| Dolmen de Cayenne                            | Campoussy                                     |                                 |                                                                                     | 42° 40′ 50″ N, 2° 27′ 20″ E                             |              |
| Dolmen de La Femno Morto                     | Campoussy                                     |                                 |                                                                                     | 42° 41′ 02″ N, 2° 26′ 03″ E                             |              |
| Dolmen de la Font de l'Arca                  | Campoussy                                     |                                 |                                                                                     | 42° 42′ 14″ N, 2° 26′ 46″ E                             |              |
| Nécropole du Camp del Ginèbre                | Caramany                                      | 9 cistes mégalithiques          |                                                                                     | immergée au fond du lac de Caramany                     |              |
| Dolmen du Pla de l'Arca                      | Castelnou                                     |                                 |                                                                                     | 42° 35′ 50″ N, 2° 41′ 18″ E                             |              |
| Dolmen du Roc del Llamp                      | Castelnou                                     |                                 |                                                                                     | 42° 36′ 44″ N, 2° 41′ 38″ E                             |              |
| Dolmen du Sola dels Clots                    | Castelnou                                     |                                 |                                                                                     | 42° 35′ 40″ N, 2° 42′ 26″ E                             |              |
| Dolmen de la Serra Mitjana                   | Catllar Eus                                   |                                 |                                                                                     | 42° 39′ 27″ N, 2° 25′ 48″ E                             |              |
| Nécropole d'Arca de Calahons                 | Catllar Eus Molitg-les-Bains                  | 2 cistes et 1 dolmen            |                                                                                     | 42° 39′ 25″ N, 2° 25′ 04″ E                             |              |
| Dolmen du Coll de la Farella                 | Cerbère / Portbou                             |                                 |                                                                                     | 42° 26′ 25″ N, 3° 07′ 53″ E                             |              |
| Dolmen du Coll de les Portes                 | Cerbère                                       |                                 |                                                                                     | 42° 26′ 45″ N, 3° 07′ 13″ E                             |              |
| Dolmen du Coll de Seris                      | Cerbère                                       |                                 |                                                                                     |                                                         |              |
| Dolmen de la Coma Enestapera                 | Cerbère                                       |                                 | Classé MH (1889)                                                                    | 42° 27′ 08″ N, 3° 08′ 32″ E                             |              |
| Menhir de Perafita                           | Cerbère                                       | menhir probable                 |                                                                                     | 42° 27′ 21″ N, 3° 09′ 33″ E                             |              |
| Pedra Dreta de Sant Salvador                 | Cerbère                                       | menhir                          |                                                                                     | 42° 26′ 24″ N, 3° 08′ 08″ E                             |              |
| Dolmen du Coll de la Creu                    | Clara                                         |                                 |                                                                                     | 42° 35′ 52″ N, 2° 26′ 20″ E                             |              |
| Lloseta (la)                                 | Clara                                         | dolmen                          |                                                                                     | 42° 36′ 13″ N, 2° 27′ 17″ E                             |              |
| Dolmen de Les Saleres                        | Les Cluses                                    |                                 |                                                                                     | 42° 29′ 46″ N, 2° 50′ 28″ E                             |              |
| L'Arqueta                                    | Collioure                                     | dolmen                          | disparu                                                                             |                                                         |              |
| Dolmen du Coll de Molló                      | Collioure                                     |                                 | détruit                                                                             |                                                         |              |
| Cova de l'Alarb                              | Collioure                                     | dolmen                          |                                                                                     | 42° 30′ 15″ N, 3° 03′ 26″ E                             |              |
| Dolmen de Miralles                           | Conat                                         |                                 |                                                                                     |                                                         |              |
| Dolmen de Coberturat                         | Corneilla-de-Conflent                         |                                 |                                                                                     | 42° 34′ 03″ N, 2° 22′ 02″ E                             |              |
| Dolmen du Serrat d'en Parrot                 | Corneilla-de-Conflent                         |                                 |                                                                                     | 42° 34′ 52″ N, 2° 23′ 16″ E                             |              |
| Caseta                                       | Corsavy                                       | dolmen                          |                                                                                     | 42° 29′ 13″ N, 2° 33′ 14″ E                             |              |
| Cova d'en Rotllan                            | Corsavy                                       | 2 dolmens                       |                                                                                     | 42° 29′ 22″ N, 2° 34′ 15″ E                             |              |
| Dolmen du Pujalet                            | Égat                                          | incertain                       |                                                                                     |                                                         |              |
| Cova del Camp de la Marunya                  | Enveitg                                       | dolmen de Brangolí              | Classé MH (1976)                                                                    | 42° 28′ 54″ N, 1° 54′ 20″ E                             |              |
| Dolmen d'Err                                 | Err                                           |                                 |                                                                                     |                                                         |              |
| Pedra Dreta de l'Agly                        | Espira-de-l'Agly                              | menhir                          |                                                                                     | 42° 49′ 08″ N, 2° 47′ 57″ E                             |              |
| Dolmen de la Peralada                        | Espira-de-Conflent                            |                                 |                                                                                     |                                                         |              |
| Dolmen du Camp de l'Ariquet                  | Estagel                                       |                                 | détruit                                                                             |                                                         |              |
| Dolmen de la Font de l'Orri                  | Eus                                           |                                 |                                                                                     | 42° 40′ 27″ N, 2° 26′ 25″ E                             |              |
| Dolmen de La Borda                           | Eyne                                          |                                 |                                                                                     | 42° 29′ 09″ N, 2° 04′ 36″ E                             |              |
| Dolmen d'El Molí                             | Eyne                                          |                                 |                                                                                     |                                                         |              |
| Dolmen de Lo Pou                             | Eyne                                          |                                 |                                                                                     | 42° 28′ 52″ N, 2° 04′ 46″ E                             |              |
| Menhir del Pla del Bac                       | Eyne                                          |                                 |                                                                                     | 42° 28′ 38″ N, 2° 04′ 15″ E                             |              |
| Caouno del Moro                              | Felluns                                       |                                 |                                                                                     | 42° 45′ 45″ N, 2° 29′ 48″ E                             |              |
| Dolmen du roc de l'Arca                      | Felluns                                       |                                 |                                                                                     | 42° 45′ 40″ N, 2° 29′ 54″ E                             |              |
| Dolmen du Serrat de Corda                    | Felluns                                       |                                 | signalé en 1961 par André Vigo non retrouvé depuis                                  |                                                         |              |
| Dolmens de Roca Flavia                       | Font-Romeu-Odeillo-Via                        | coffres mégalithiques           |                                                                                     |                                                         |              |
| Dolmens du Pla d'Arques                      | Fuilla                                        | 2 dolmens                       | 1 détruit                                                                           | 42° 32′ 31″ N, 2° 20′ 25″ E                             |              |
| Dolmens de la Serra de Santa Eulàlia         | Fuilla                                        | 2 dolmens                       |                                                                                     | 42° 33′ 55″ N, 2° 20′ 51″ E 42° 34′ 05″ N, 2° 20′ 49″ E |              |
| Dolmens de la Font d'Arques                  | Jujols Évol                                   |                                 | supposé d'après la toponymie                                                        |                                                         |              |
| Balma del Moro                               | Laroque-des-Albères                           | dolmen                          |                                                                                     | 42° 29′ 59″ N, 2° 56′ 27″ E                             |              |
| Cabana del Moro                              | Llauro                                        | dolmen                          |                                                                                     | 42° 33′ 11″ N, 2° 45′ 01″ E                             |              |
| Dolmen de Galuert                            | Llauro                                        |                                 |                                                                                     | 42° 32′ 11″ N, 2° 44′ 30″ E                             |              |
| Dolmen du Serrat de les Costes               | Llauro                                        |                                 |                                                                                     |                                                         |              |
| Dolmen de la Siureda                         | Maureillas-las-Illas                          |                                 |                                                                                     | 42° 27′ 47″ N, 2° 47′ 29″ E                             |              |
| Tumbo des Espandiols                         | Maury                                         | dolmen                          |                                                                                     | 42° 48′ 14″ N, 2° 33′ 09″ E                             |              |
| Pedra Llarga du Col de la Bataille           | Millas                                        | dolmen incertain                |                                                                                     |                                                         |              |
| Dolmen de l'Arca                             | Millas ou Néfiach                             |                                 | disparu                                                                             |                                                         |              |
| La Bressa                                    | Molitg-les-Bains                              | dolmen                          |                                                                                     |                                                         |              |
| Dolmen du Coll del Tribe                     | Molitg-les-Bains                              |                                 |                                                                                     | 42° 40′ 44″ N, 2° 24′ 34″ E                             |              |
| Pla de l'Arca                                | Molitg-les-Bains                              | dolmen                          |                                                                                     | 42° 40′ 23″ N, 2° 24′ 02″ E                             |              |
| Dolmen de Pineda                             | Molitg-les-Bains                              |                                 |                                                                                     |                                                         |              |
| Dolmen de La Portella                        | Molitg-les-Bains                              |                                 | disparu                                                                             |                                                         |              |
| Dolmen de Sant Ponci                         | Molitg-les-Bains                              |                                 |                                                                                     | 42° 39′ 33″ N, 2° 24′ 07″ E                             |              |
| Piló de la Llausa                            | Montalba-le-Château                           | dolmen                          | ruiné                                                                               |                                                         |              |
| Dolmen de Formentera                         | Montbolo                                      |                                 |                                                                                     | 42° 29′ 41″ N, 2° 37′ 51″ E                             |              |
| Dolmen d'el Quadró                           | Montesquieu-des-Albères                       |                                 | ruiné                                                                               | 42° 31′ 48″ N, 2° 53′ 11″ E                             |              |
| Pedra Llarga du Coll de la Batalla           | Montner                                       | probable mégalithe              | détruit                                                                             |                                                         |              |
| Dolmen del Molló                             | Mosset                                        |                                 |                                                                                     | 42° 40′ 53″ N, 2° 20′ 51″ E                             |              |
| Dolmen de Peyrelada                          | Mosset                                        |                                 |                                                                                     | 42° 40′ 11″ N, 2° 21′ 42″ E                             |              |
| Dolmen du lieu-dit Les Cassettes             | Néfiach                                       |                                 |                                                                                     | non localisé                                            |              |
| Roca d'Arques                                | Oreilla                                       | dolmen                          |                                                                                     | 42° 33′ 42″ N, 2° 14′ 23″ E                             |              |
| Roc de l'Arquet                              | Planèzes                                      | dolmen                          |                                                                                     | 42° 45′ 25″ N, 2° 37′ 44″ E                             |              |
| Dolmen de Bohera                             | Prades                                        |                                 |                                                                                     | 42° 35′ 39″ N, 2° 25′ 49″ E                             |              |
| Dolmen de Castelló                           | Prats-de-Mollo-la-Preste                      | découvert en 2011               |                                                                                     | 42° 25′ 15″ N, 2° 27′ 58″ E                             |              |
| Caixa del Moro du Montner de Prunet          | Prunet-et-Belpuig                             | dolmen                          | signalé par Jaubert de Réart, disparu depuis                                        |                                                         |              |
| Dolmen du Castell de Bellpuig                | Prunet-et-Belpuig                             |                                 |                                                                                     | 42° 33′ 35″ N, 2° 37′ 06″ E                             |              |
| Tumulus de Collada Verda                     | Py                                            | 2 tumulus                       |                                                                                     | 42° 27′ 29″ N, 2° 24′ 00″ E                             |              |
| Dolmen du Camp de Seris                      | Reynès                                        |                                 | ruiné                                                                               | 42° 30′ 19″ N, 2° 41′ 35″ E                             |              |
| Dolmen de la Caixeta                         | Ria-Sirach                                    |                                 | disparu                                                                             |                                                         |              |
| Dolmen de Prat Clos                          | Ria-Sirach                                    |                                 |                                                                                     | 42° 37′ 37″ N, 2° 22′ 49″ E                             |              |
| Dolmen du Roc de l'Home mort                 | Ria-Sirach                                    |                                 |                                                                                     | 42° 37′ 50″ N, 2° 21′ 44″ E                             |              |
| Dolmens de la Font de l'Aram                 | Ria-Sirach                                    | 3 coffres mégalithiques         | 2 ruinés, 1 détruit                                                                 | 42° 37′ 51″ N, 2° 21′ 51″ E                             |              |
| Dolmens de Montsec                           | Ria-Sirach                                    | 2 coffres mégalithiques         | 1 ruiné, 1 détruit                                                                  | 42° 37′ 21″ N, 2° 23′ 03″ E                             |              |
| Dolmen de la Guardiola                       | Rodès                                         |                                 |                                                                                     | 42° 39′ 44″ N, 2° 32′ 57″ E                             |              |
| Dolmen du Serrat Blanc                       | Rodès                                         |                                 |                                                                                     | 42° 40′ 42″ N, 2° 32′ 04″ E                             |              |
| Dolmen de la Forêt de Saillagouse            | Saillagouse                                   |                                 |                                                                                     |                                                         |              |
| Dolmen de l'Oratori                          | Saint-Marsal                                  |                                 |                                                                                     | 42° 31′ 38″ N, 2° 35′ 56″ E                             |              |
| Dolmens du Serrat de les Fonts               | Saint-Marsal                                  | 2 dolmens                       |                                                                                     | 42° 32′ 17″ N, 2° 36′ 38″ E 42° 32′ 12″ N, 2° 36′ 29″ E |              |
| Dolmen de la Creu de la Llosa                | Saint-Michel-de-Llotes                        | dolmen de la creu de la Falibe  |                                                                                     | 42° 38′ 03″ N, 2° 38′ 37″ E                             |              |
| Dolmens de los Masos                         | Saint-Michel-de-Llotes                        | 2 dolmens dolmens du Mas Payrot | Inscrit MH (1959, dolmen n°1)                                                       | 42° 38′ 33″ N, 2° 38′ 24″ E 42° 38′ 33″ N, 2° 38′ 16″ E |              |
| Dolmen du Puig del Fornas                    | Saint-Michel-de-Llotes                        | dolmen du Poste de tir          |                                                                                     | 42° 37′ 56″ N, 2° 38′ 24″ E                             |              |
| Semi-dolmen du Serrat d'en Jacques           | Saint-Michel-de-Llotes                        |                                 |                                                                                     | 42° 38′ 19″ N, 2° 38′ 49″ E                             |              |
| Dolmen de Valltorta                          | Saint-Michel-de-Llotes                        |                                 |                                                                                     | 42° 39′ 09″ N, 2° 36′ 38″ E                             |              |
| Dolmen de Peyrolado                          | Saint-Paul-de-Fenouillet                      |                                 | signalé au XIXe siècle, peut-être détruit lors de la construction de la voie ferrée |                                                         |              |
| Dolmen de l'Oliveda d'en David               | Salses-le-Château                             |                                 |                                                                                     | 42° 52′ 17″ N, 2° 56′ 47″ E                             |              |
| Dolmen de la Peralada                        | Salses-le-Château                             |                                 |                                                                                     |                                                         |              |
| Dolmens du Pla de Tarters                    | Serdinya                                      | 2 dolmens                       |                                                                                     | 42° 33′ 31″ N, 2° 19′ 50″ E                             |              |
| Caixa del Camp de l'Obra                     | Taillet                                       | dolmen                          |                                                                                     | 42° 31′ 50″ N, 2° 39′ 54″ E                             |              |
| Dolmens du Mas Llusanes                      | Tarerach                                      | 2 dolmens                       |                                                                                     | 42° 40′ 23″ N, 2° 30′ 39″ E 42° 40′ 19″ N, 2° 30′ 46″ E |              |
| Caixa del Moro                               | Taulis                                        | dolmen                          |                                                                                     | 42° 31′ 05″ N, 2° 37′ 54″ E                             |              |
| Dolmen de Ribes Rojes                        | Taulis                                        |                                 |                                                                                     | 42° 30′ 43″ N, 2° 37′ 11″ E                             |              |
| Dolmen de la Mort de l'Éguassier             | Trévillach                                    |                                 |                                                                                     | 42° 41′ 40″ N, 2° 29′ 01″ E                             |              |
| Dolmen de las Apostados                      | Trilla                                        | dolmen dels Apostadors          |                                                                                     | 42° 44′ 56″ N, 2° 31′ 13″ E                             |              |
| Dolmen de Las Colombinos                     | Trilla                                        |                                 |                                                                                     | 42° 44′ 55″ N, 2° 31′ 54″ E                             |              |
| Dolmen du Roc de Jornac                      | Urbanya                                       |                                 |                                                                                     | 42° 37′ 44″ N, 2° 19′ 41″ E                             |              |
| Dolmen de la Jassa Gran                      | Valcebollère                                  |                                 |                                                                                     |                                                         |              |
| Pierre plantée du Planal de la Coma del Llop | Vingrau                                       | menhir probable                 |                                                                                     | 42° 50′ 18″ N, 2° 49′ 10″ E                             |              |

#### Principales sources
- Jean Abélanet, Itinéraires mégalithiques : dolmens et rites funéraires en Roussillon et Pyrénées nord-catalanes, Canet, Trabucaire, 2011, 350 p. (ISBN 9782849741245)
- Jean-Philippe Bocquenet, Monuments et nécropoles mégalithiques dans les Corbières méridionales (Aude / Pyrénées-Orientales) (Mémoire de Diplôme d'Études Approfondies de l'École des Hautes Études en Sciences Sociales), Toulouse, 1993, 190 p.
- (ca) Enric Carreras Vigorós et Josep Tarrús Galter, « 181 anys de recerca megalítica a la Catalunya Nord (1832-2012) », Annals de l'Institut d'Estudis Gironins, no 54,‎ 2013, p. 31-184 (lire en ligne)
- (ca) Enric Carreras et Josep Tarrús, « Nous monuments megalítics a l'Alt Empordà i el Rosselló entre 1999-2015 », Revista Cypsela, Gérone, no 20, (2014-2015),‎ 2017, p. 25-61 (lire en ligne)
- Françoise Claustre, « Monuments mégalithiques et grottes sépulcrales en Roussillon », dans Philippe Soulier (préf. Claude Masset), La France des dolmens et des sépultures collectives (4500 - 2000 avant J.-C.), Paris, Errance, 1998, 336 p. (ISBN 2877721574), p. 159-174
- Valérie Porra-Kuteni, « Dolmens d'ici, mégalithes d'ailleurs ; pierres dressées en pays nord catalan », Archéo 66, no 30,‎ 2015, p. 186-195
- Pierre Vidal, Le Roussillon préhistorique, Perpignan, Imprimerie Barrière & Cie, 1922, 119 p. (lire en ligne)

#### Autres sources
- Les civilisations néolithiques du Midi de la France : Actes du colloque de Narbonne (15-17 février 1970), Carcassonne, coll. « Atacina »Dans ces actes, J. Abélanet publie deux articles : « Une tombe néolithique : l'Arca de Calahons » (p. 54-55) et « Les dolmens du Roussillon » (p. 74-79).
- André Vigo, « La toponymie de la vallée de l’Agly et des Fenouillèdes », C.E.R.C.A., vol. 12,‎ 1961, p. 104-105.
- Pierre Ponsich, « Dolmens et roches gravés du Roussillon », Revista de Studi Liguri, Bordighera, vol. anno XV, nos 1-2,‎ 1949, p. 53-61
- Bulletin archéologique publié par le Comité historique des arts et monumens, vol. 4, Paris, Comité historique des arts et monuments, 1847-1848 (ISSN 1256-3803, lire en ligne), p. 227Lettre de François Jaubert de Passa lue au comité par Prosper Mérimée.
- M. Pallary, « Les dolmens du Puig-Noulos. Pyréneés-Orientales », Bulletin de la Société d’anthropologie de Lyon, t. VI,‎ 1887, p. 95-100 (lire en ligne [PDF])Également publié dans Matériaux pour l’Histoire Primitive et Naturelle de l’Homme, p. 439-443.

- (es) J. Abélanet, M. Cura et J. Padró, « Sepulcros megalíticos de la Cerdanya y el Capcir », dans Corpus de Sepulcros Megalíticos-8 (España), Barcelona, 1975

- Eugène Devaux, « Dolmens à gravures en Roussillon », Bulletin de la Société agricole, scientifique et littéraire des Pyrénées-Orientales, vol. 58,‎ 1934, p. 225-239 (lire en ligne [PDF])